# سابهاش چاندرا
سابهاش چاندرا (انگلیسی: Subhash Chandra؛ زادهٔ ۳۰ نوامبر ۱۹۵۰) کارآفرین، سیاستمدار و سرمایه‌دار اهل هند است.